# Выгода (Калушский район)
Выго́да — посёлок в Калушском районе Ивано-Франковской области Украины. Административный центр Выгодской поселковой общины.

## История
Выгода была основана на слиянии рек Свича и Мизунька, является центром заготовки леса с конца XIX века.
В 1883 году Выгода была соединена железной дорогой с Долиной. В начале XX века для обслуживания горных лесозаготовок были построены также до 65 км узкоколейных железных дорог, которые используются в туристических целях, см. «Карпатский трамвай».
В январе 1989 года численность населения составляла 3009 человек.
На 1 января 2025 года численность населения составляла 1990 человек.

## Известные люди
- Афонченко, Николай Афанасьевич (1919—1996) — участник Великой Отечественной войны 1941—1945 гг., полный кавалер ордена Славы. Проживал в посёлке последние годы жизни.

|                                                                                  |  |                           |  |      |  |                                                                                         |
| Поселковый клуб (ныне — клуб «Просвита») и здание лесозаготовительного комбината |  | Здание поселкового совета |  | Мост |  | Паровоз-памятник Пт-4 1948 года постройки, Воткинского завода, работал на Выгодской УЖД |